# Glückliche Reise – Bali
Glückliche Reise – Bali ist ein deutscher Fernsehfilm von Wigbert Wicker. Die Produktion des vierten Teils der Fernsehreihe Glückliche Reise erfolgte im November 1991 in Kuta und der Provinz Badung auf Bali (Indonesien). Der Film hatte seine Premiere am 21. Januar 1992 auf ProSieben.

## Besetzung
Die Flugzeugbesatzung besteht aus Kapitän Viktor Nemetz (Juraj Kukura), seinem Co-Piloten Rolf Erhardt (Volker Brandt) sowie den Stewardessen Hilde Sieloff (Sabine Kaack), Sabine Möhl (Alexa Wiegandt) und Petra Lotz (Jennifer Nitsch). Die Reiseleiter Sylvia Baretti und Armin Jobst werden von Conny Glogger und Amadeus August gegeben. Als Gastdarsteller sind Veronika Faber, Reinhard Glemnitz, Patrick Bach, Andrea Schober, Evelyn Gressmann, Billie Zöckler und Kurt Weinzierl zu sehen. Bernd Stephan als Kapitän Lars Breklund vertritt zunächst den säumigen Kapitän Nemetz.

## Handlung
Markus, der Sohn des Ehepaares Steinbach, teilt sich im Hotel auf Bali mit dem etwa gleichaltrigen Konrad Rabe ein Zimmer. Bei den Steinbachs kommt Verwirrung auf, als sie bemerken, dass Markus und Konrad Zärtlichkeiten austauschen. Ihre Erleichterung ist groß, als sich schließlich herausstellt, dass Konrad ein Mädchen ist und unter dem Namen seines verhinderten Bruders an der Reise teilnimmt.
Die beiden älteren Damen Editha Heineke und Annemarie Rabeneck sind auf der Suche nach dem Heiratsschwindler Waldemar Schmidt, der beide einst betrogen und sich dann nach Bali abgesetzt hatte. Als Waldemar in seinem tropischen Paradies ausgemacht wird, ist er gar nicht davon begeistert, dass ihn seine Vergangenheit hier einholt. Aber er hat seine Mittel, um die lästigen Damen wieder loszuwerden.
Stewardess Hilde bekommt während eines Einkaufsbummels ein Baby in die Arme gedrückt. Der Besitzer des Kindes taucht zunächst nicht mehr auf und Hilde muss sich darum kümmern, bis nach einigen Tagen der Vater des Babys im Kreise seiner Großfamilie sein Jüngstes zurückfordert.
Schließlich taucht auch Kapitän Viktor Nemetz wieder auf, der auf der letzten Station der Reise entführt worden war und deshalb den Weiterflug versäumt hatte. Er übernimmt von seiner Vertretung Kapitän Breklund wieder das Kommando.